# 曾庆良 (1917年)
曾庆良（1917年—1996年），男，江西于都人，中华人民共和国军事人物，中国人民解放军开国少将，曾任中国人民解放军总参谋部通信部副主任。
任西南军区司令部通信处处长。